# El Chaltén
El Chaltén je vesnice na jihu Argentiny. Leží na řece Río de las Vueltas, v národním parku Los Glaciares, 220 kilometrů severně od El Calafate. Nedaleko vesnice se nachází vrcholy Cerro Torre a Cerro Chaltén (Fitz Roy) a rovněž zde začínají různé treky. Vesnice vznikla v roce 1985. Žije zde přibližně 1 900 obyvatel.